# ديلياتين
ديلياتين (Делятин) هي مدينة في مقاطعة إفانو-فرانكيفسكا في أوكرانيا.
يبلغ عدد سكانها حوالي 8131 نسمة.